# Slipstensjön
Slipstensjön är en by i Vindelns kommun, belägen strax väster om sjön Slipstensjön. Den klassades tidigare som småort, men till följd av minskande folkmängd upphörde Slipstensjön att betraktas som småort 2015.
Byn har tidigare varit centrum i en typisk jord- och skogsbygd. 
I byn finns ungdomslokalen Gnistan samt ett föreningshus med bagarstuga.
I byn finns flera föreningar, till exempel Slipstensjöns IF

## Näringsliv
Bland företagen finns den mekaniska verkstaden Vimek AB, RST Service AB, Granströms åkeri, Slipstensjöns såg, med flera.